# Sahwisdja
Sahwisdja (ukrainisch Загвіздя; russisch Загвоздье Sagwosdje, polnisch Zagwóźdź oder älter Zagwoźdź) ist ein Dorf in der westukrainischen Oblast Iwano-Frankiwsk mit etwa 3673 Einwohnern (2023).
Am 29. April 2018 wurde das Dorf zum Zentrum der neugegründeten Landgemeinde Sahwisdja (Загвіздянська сільська громада/Sahwisdjanska silska hromada), zu dieser zählen auch noch das Dorf Pidlissja (Підлісся), bis dahin bildete es die gleichnamige Landratsgemeinde.
Am 12. Juni 2020 wurde das Dorf, welches bis dahin im Rajon Tysmenyzja lag, ein Teil des Rajons Iwano-Frankiwsk.
Folgende Orte sind neben dem Hauptort Sahwisdja Teil der Gemeinde:
| Name                     | Name       | Name                 | Name     |
| ukrainisch transkribiert | ukrainisch | russisch             | polnisch |
| ------------------------ | ---------- | -------------------- | -------- |
| Pidlissja                | Підлісся   | Подлесье (Podlessje) | Pacyków  |

## Geographie
Sahwisdja liegt am Ufer der Bystryzja Solotwynska (Бистриця Солотвинська), einem 82 km langen Oberlauf der Bystryzja im ehemaligen Rajon Tysmenyzja. Das 1394 erstmals schriftlich erwähnte Dorf grenzt im Osten an die Stadt Iwano-Frankiwsk. Das ehemalige Rajonzentrum Tysmenyzja liegt 17 km östlich des Dorfes. Nördlich der Ortschaft befindet sich die Gedenkstätte Demjaniw Las, wo zwischen 1939 und 1941 über 500 Menschen vom NKWD ermordet wurden.
Im Osten der Ortschaft verläuft die Fernstraße N 09.